# Анг Тонг
Анг Тонг (1692–1757) — король Камбоджі, який двічі правив країною в середині XVIII століття.

## Життєпис
Був сином короля Пра Утая I. Прийшов до влади після вбивства Томмо Рачеа III, але невдовзі був змушений тікати до Сіаму через змову, в результаті якої на престолі було відновлено Сатту II.
1755 року після смерті короля Четти V Анг Тонг повернув собі престол. 1757 року король втратив міста Фсар Дек і Меат Кроук, що відійшли до В'єтнаму.